# Arnold Aurbach
Arnold Aurbach (né en 1888 à Varsovie et mort le 30 décembre 1952 à Cottens près de Morges en Suisse) est un joueur d'échecs franco-polonais.
Au début du XXe siècle, il quitte Varsovie et s'installe à Paris où il est professeur d'échecs au café « La Régence ».